# Система контролю дій користувача
Система контролю дій користувача - програмний або програмно-апаратний комплекс, що дозволяє відстежувати дії користувача. Дана система здійснює моніторинг робочих операцій користувача на предмет їх відповідності корпоративним політикам.
Необхідність виникнення таких систем була обумовлена збільшенням інсайдерських погроз. Подібні програмні комплекси запобігають або допомагають розслідувати витік таємних відомостей, а також виявити нецільове використання робочого часу.

## Причини виникнення
Сучасні системи інформаційної безпеки реалізують принцип «багатоешелонованого» захисту. Правильно встановлені та налаштовані засоби захисту інформації дозволяють досить надійно захиститися від атак зловмисників або вірусних епідемій. Але попри все ця проблема внутрішніх порушників дуже популярна. Раніше, на тлі хакерів і безлічі комп'ютерних вірусів, власні співробітники виглядали не так загрозливо. Але в наші часи їх дії, вчинені через некомпетентність або ж, що теж досить часто - навмисність, тягнуть за собою реальні загрози для компанії.
Проведене у 2007 р. перше відкрите глобальне дослідження внутрішніх загроз інформаційної безпеки компанією Infowatch (за підсумками 2006 р.) показало, що внутрішні загрози є не менш поширеними (56,5%), ніж зовнішні (шкідливі програми, спам, дії хакерів тощо). У переважній більшості (77%) причиною реалізації внутрішньої загрози є недбалість самих користувачів (невиконання посадових інструкцій або нехтування елементарними засобами захисту інформації).  Так само велику небезпеку становлять зловмисники з високими повноваженнями доступу - адміністратори мереж, операційних систем, застосунків, баз даних. Всім цим пояснюється зростання інтересу в останні десятиліття до моніторингу дій користувача. За допомогою систем контролю користувачів робочі операції перевіряються на предмет їх відповідності корпоративним політикам щодо дотримання нормативних вимог і автоматично виводяться попередження, коли порушуються політики безпеки, або дані й технологічні активи піддаються ризику несанкціонованого доступу та деструктивних дій
1. ↑  Глобальное исследование инцидентов внутренней информационной безопасности